# 迷你四驅
迷你四驅（日语：ミニ四駆），又稱迷你四驅車、四驅車或軌道車，是由日本田宮模型公司生產的1:32比例模型車，使用兩枚AA型（又稱R6型或UM3型）乾電池及130型直流馬達作四輪驅動，可於設有牆壁導航的環形及封閉式賽道上進行比賽。田宮模型迷你四驅比賽是一種國際性模型賽車運動競技比賽項目。

## 發源地日本的發展史

### 日本

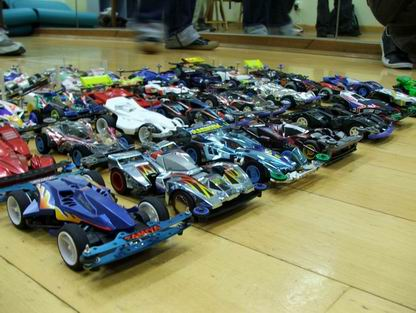
迷你四驅

根據田宮模型於2017出版的模型年鑑《田官模型迷你四驅2017-2018超速指南》(日语：タミヤ公式ガイドブックミニ四駆超速ガイド (2017-2018))一書提到，田宮模型主要通過產品，跨媒體，比賽三個層面去演義迷你四驅40年間的發展歷史。
「ミニ四駆」為田宮模型在日本國內的註冊商標（ 日语：登録商標日本第2168392号ほ），曾成為最暢銷的汽車模型系列，從1982年首發到2012年的30年間，全球總銷量已超過1億7千萬台。

#### 起源 (1980年代初)
田宮模型社長田宮俊作，由於視力轉差，想到「製造可以更簡單的步驟就能完成的模型」。同時，該模型社當時正構思「小孩子亦可以容易使用的機械」，結果他們想到製作「可以在任何地方行走良好，以四輪驅動的動力模型」。田宮模型以「一種以數百日元，即使是小學生亦可以輕易買到的模型。大量減小多餘零件，盡量簡單亦無需化學黏著劑組合」為設計規劃，將田宮模型旗下的「專業競技遙控車」(Tamiya R/C Racing Car)縮小，刪去轉向系統、懸吊系統、電子變速器和無線電接收器等電子元件，只保留電源開關及傳動系統來實現研發迷你四驅的雛形
。

#### 產品初發 (1982年)
1982年，田宮模型以當時的人氣吉普汽車車種—福特的Ranger 4 x 4及雪佛蘭的Pickup 4 x 4模型化，發售1:32比例的可動模型。首批迷你四驅模型底盤上是並沒有可助轉彎的側導輪設計，只能於路上直線行駛。
1986年，田宮模型在新發售、以1:10遙控模型越野車為原型設計的的1:32迷你四驅底盤上加上可助轉彎的側導輪設計，並能於設有牆壁導航的賽道上作賽。

#### 第1次迷你四驅熱潮 (1987年-1991年)
1987年，日本政府正式承認迷你四驅比賽為國內體育模型正式項目，並於每年3月24日定為「迷你四驅日」。同年，小學館漫畫雜誌《コロコロコミック》開始連載漫畫《衝鋒四驅郎》帶起流行，被日本媒體譽為「第1次迷你四驅熱潮」。
1988年夏天，田宮模型舉辦了第一屆的迷你四驅全國大賽「日本盃」（Japan Cup）。
迷你四驅在整個亞洲掀起熱潮，而隨著田宮模型的積極推廣，迷你四驅比賽已發展成國際性模型賽車比賽競技項目。
1990年以後在日本還先後舉行了三場國際性的迷你四驅大賽，參加者來自發源地日本、韓國、美國、台灣、菲律賓、新加坡、馬來西亞、香港等國家或地區。

#### 第2次迷你四驅熱潮 (1994年-1999年)
1994年開始連載的漫畫《爆走兄弟Let's & Go!!》帶起的流行，被日本媒體譽為「第2次迷你四驅熱潮」。

#### 低谷期 (2000年-2012年)
2000年，連續舉辦了12屆（1988年－1999年）的迷你四驅全國大賽「日本盃」停辨。隨著千禧年新世紀的到來，電子遊戲的流行，迷你四驅步入了有史以來最長的需求衝擊低谷期，期間日本受亞洲金融危機衝擊國內經濟及2011年日本東北地方太平洋近海地震等事故步入經濟衰退。

#### 第3次迷你四驅熱潮 (2012年-2016年)
2012年，田宮模型為慶祝迷你四驅首發30週年，迷你四驅全國大賽「日本盃」復辦，消息傳出後都得到日本國內極大迴響，而參加者超過八成是成年人。
日本神戶新聞認為迷你四驅全國大賽再度舉辦的原因，除了有30週年紀念新產品線發售外，更是當年的迷你四驅愛好者由青少年長大後再度重拾興趣回憶，將當年的經驗傳授給下一代，成為親子活動之一，並讓新一代青少年接觸消費電子產品以外的實體模型和解難過程。
2014年，日本創客社群FabCafe Tokyo舉辦的迷你四驅大賽「FAB RACERS」及「Fab four wheel drive mini cup」(「Fabミニ四駆大会」)。
2016年，《爆走兄弟Let's & Go!!》1994年原作者越田哲弘決定連載續作，名為《爆走兄弟Let's & Go!! Return Racers!!》，續作故事中的主角設定是放在原著的20年後，當年的主角由小孩子成為成年人。
由於《衝鋒四驅郎》原著作者德田恐龍已離世，由曾於《衝鋒四驅郎》在漫畫雜誌《コロコロコミック》上舉辦「迷你四驅車設計大賽」被錄取的應募者，後成為繪畫《通靈王》的漫畫家武井宏之續寫的《超衝鋒四驅郎（ハイパーダッシュ！四駆郎）》，是延續1987年連載的故事。
隨著動漫周邊產品、比賽及漫畫續篇連載，被譽為「第3次迷你四驅熱潮」。

#### 第4次迷你四驅熱潮  (2020年-現在)
2020年，根據日本媒體日本放送協會（NHK）分析報導，在2019冠状病毒病疫情影響下，日本小孩在線上學習的氛圍下長期面對消費性電子產品，為免小孩成為低頭族，經歷過1990年代「第2次迷你四驅熱潮」的3x歲到4x歲的Y世代中年父母帶著小孩一起學習如何製作實體模型如「迷你四驅」，用寓教於樂的方式培養小孩動手能力、創造力及學習科學原理，學習面對困難的態度，同年《快樂快樂月刊》连载漫画《MINI 4 KING》，被譽為「第4次迷你四驅熱潮」掀起。
2021年，日本橫濱市迷你四驅俱樂部Force Labo提出「Basic-MAX GP」(簡稱「B-MAX GP」)賽制比賽，目的是提供一個低門檻，讓不同年齡層的人可以加入及參與比賽的規則，與田宮官方公開比賽(Open Class)不同，改裝設計均有限制，賽車不能以任何零件進行加工切割，車殼與底盤之間需要以原裝零件「鎖住」，俗稱為「鎖車」。Basic-MAX GP賽制被推廣到其他國家或地區。
2025年4月，田宮官方公開比賽新增Stock Class賽制比賽，限制零件不能加工切割。

## 比賽

### 規則
在公平競賽的原則下，每部參賽車需要遵守合符比賽規則——《田宮迷你四驅公認競技會規則》，當中包括賽車高度、長度、寛度、重量、車輪直徑、離地高度、齒輪、側導輪數目使用等的限制要求。務求達到公平比賽，賽事舉辦單位均會在開賽前為每部參賽車安排「驗車」，只有合規的賽車方可出賽。

### 目標
從起點完成賽道到達終點，賽車行駛到達終點前，途中不能脫離賽道、翻車、停車、零件脫落、誤入其他賽車的行車線、 損壞賽道、損壞其他賽車或阻礙其他賽車前進。

### 類型

#### 多部賽車在賽道同時進行的比賽
- 公式賽：多部賽車同時於賽道上起點開跑，以最快完成賽道抵達終點為勝方
- 追逐賽：兩部賽車同時於賽道上循環行駛，以一方賽車追到另一方為勝；或其中一方賽車未能完成賽道為負

#### 一部賽車在賽道進行的比賽
- 計時賽：以完成相同賽道，所有參賽車中速度最快
- JCJC計時賽：以田宮模型Tamiya 69506 Japan Cup Junior Circuit (JCJC)賽道的一種計時賽
- 耐力賽：在電池耗盡前，以完成相同賽道，所有參賽車中循環次數最多
- 限時耐力賽：在限時時間內（如30分鐘）的一種耐力賽

#### 非使用賽道導航進行的比賽
- 越野賽：稱為 Off-road 或 Street Mini 4WD，有別於專用的迷你四驅賽道，車手需要利用一支類似曲棍球棒的導向棍，幫助迷你四驅車於野外路段轉向[19][20]，源自《衝鋒四驅郎》故事

#### 非賽車類型的比賽
- 觀賞賽：以外觀造型設計評審，考驗參賽者的模型設計水準、觀察能力、美學和攝影技巧等，日本已舉辦多屆「Mini 4WD Concours d'Elegance」比賽[21][22][23]
- 組裝賽：以組裝原裝模型車(Box-Stock)的所需時間最短，考驗參賽者尤其兒童的手眼肢體協調能力，專注力和耐性

### 零件及改裝

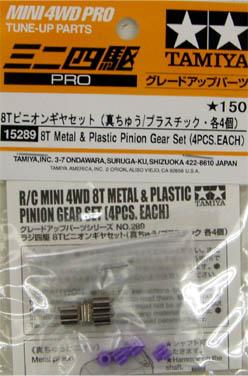
四驅車配件系列

一部迷你四驅由大約二十件零件所組成，根據比賽賽道設計為零件進行調整、作出靈活配撘及最優化的設定技巧稱為「改裝」。
田宮模型生產一系列加強迷你四驅各項性能的零件產品，英文全稱「Tune-Up Parts」，簡稱 「T.U.P」。截自2014年7月，田宮模型所發售的迷你四驅零件產品系列接近五百多款之多，其中包括一系列底盤、車殼、加强推動性能或扭力的摩打、高速齒輪、軸承、碳纖維強化聚合物(FRP)、碳纖維或鋁製前置或後置尾翼、針對轉彎性能的鋁製側導輪、單向差速輪。
進階的改裝技巧更需運用到創意、傳動系統的機械原理、剛體物理學、材料科學 、空氣動力學中的風洞測試、有刷摩打磨合(brushed motor break-in)等，並使用改裝工具如手鑽、手電鑽、通過數控機床(CNC)加工切割，鋁合金陽極處理等。
專用儀器包括測速器(Mini 4WD Speed Checker)，賽道計時器(Lap Timer)、充電池分析測試儀等。

### 賽道
迷你四驅軌道型賽道設有牆壁為賽車導航。比賽專用的「技術賽道」設計是增加比賽難度，從而令賽車行駛中左右擺動、起伏不定、脫離賽道、翻車等，當中的路段包括切換賽道軌的交叉橋、波浪型牆壁(蛇彎)、仿機動遊戲過山車設計的360度環迴、約70度的斜坡、髮夾彎、草地、跳台(拱橋)等。
一般賽道能同時容納三部賽車；規模較大的比賽如「日本盃」(Japan Cup)、「GP大賽」（Grand Prix）的賽道能同時容納五部賽車。
二軌或三軌賽道多以ABS樹脂製造；五軌賽道多以木製造。

### 策略
符合迷你四驅比賽規則，針對賽道設計以提升速度和穩定性的改裝技巧均成為比賽的致勝關鍵。
賽車手分析軌道的特點來選擇適合的配件，如耐力賽需要考慮摩打電量功耗、散熱等；輕量化能提升加速度；跳台(拱橋)路段需要考慮賽車自由落體運動的物理、飛脫賽道的機會率等。

## 商業生態系統
迷你四驅的商業生態系統由漫畫、動畫、电子游戏和跨媒體產業所組成。

### 漫畫和動畫

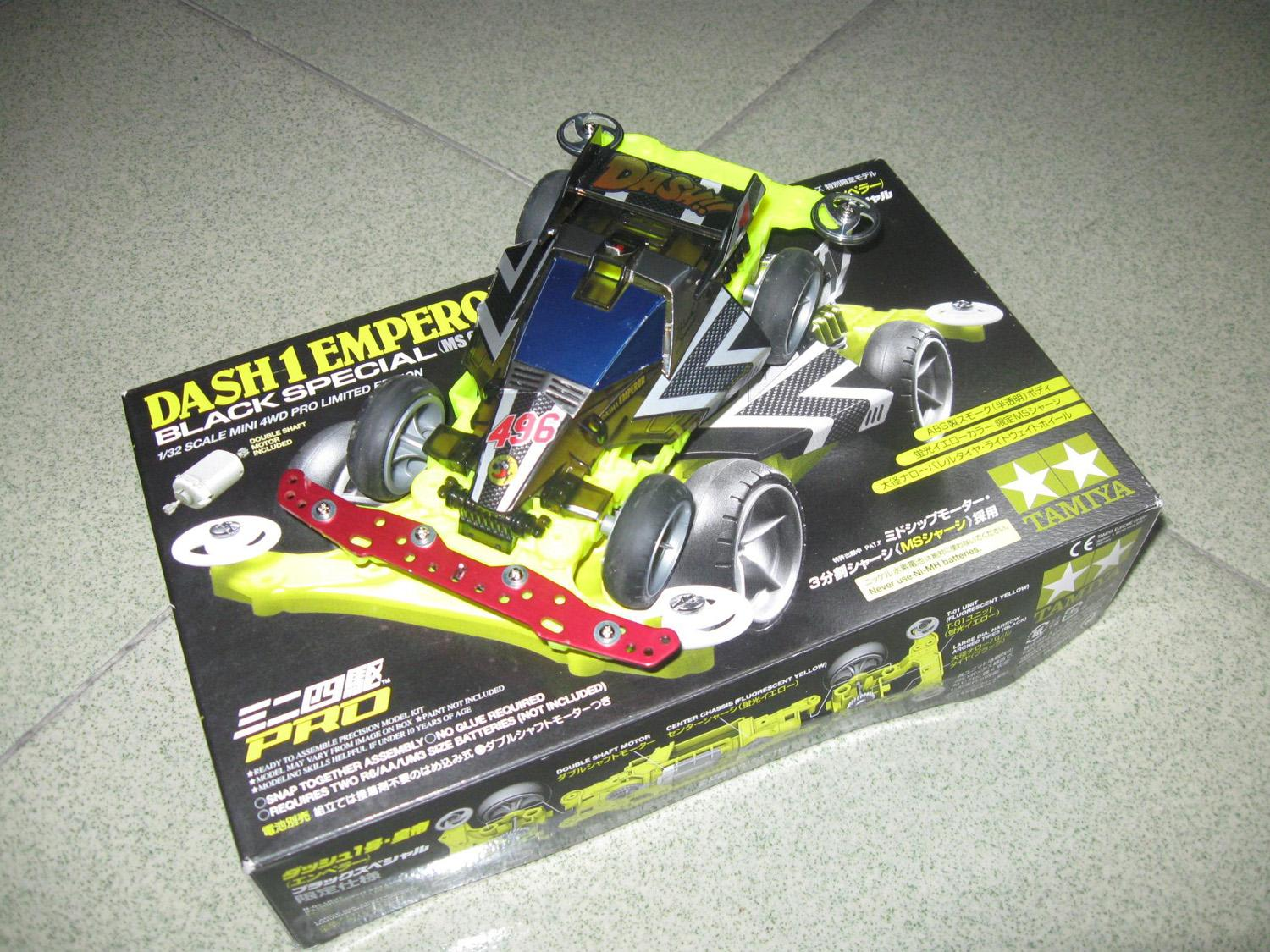
漫畫衝鋒四驅郎的四驅車及其包装盒

田宮模型為多套以迷你四驅為題的日本漫畫和動畫生產一系列迷你四驅模型:
- 1987年-1992年，德田恐龍的《衝鋒四驅郎》，於小學館漫畫雜誌《コロコロコミック》連載
- 1988年-1990年田仲哲雄（英语：たなかてつお）的《無敵四輪驅動（日语：ミニ四トップ）》[27]
- 1989年越智善彦（英语：おちよしひこ）的《衝吧! 迷你四驅戰士（日语：GO!GO!ミニ四ファイター）》
- 1993年《風之車手俠（日语：風のレーサー侠）》， 作者：德田恐龍
- 1995年《ダッシュボーイ天（日语：ダッシュボーイ天）》(台譯「四驅小天才」)，作者：德田恐龍
- 1998-1999年《新世紀レーサーミニ四キッズ》(Mini 4 Kids)，作者：姫川明 [28]
- 1994年﹣1999年，越田哲弘的《爆走兄弟Let's & Go!!》及《爆走兄弟Let's & Go!! MAX篇》，於小學館的《コロコロコミック》連載
- 1997年爆走兄弟動畫電影劇場版《爆走兄弟Let's & Go!!WGP 暴走迷你四驅大追蹤!（日语：爆走兄弟レッツ&ゴー!!WGP 暴走ミニ四駆大追跡!）》
- 2014年 《爆走兄弟Let's & Go!!》二十年後同一作者越田哲弘漫畫續篇《爆走兄弟レッツ&ゴー!! Return Racers》[29][30]
- 2015年 《衝鋒四驅郎》 二十三年後漫畫由新作者武井宏之繪畫的《Hyper Dash！四驅小子》（ハイパーダッシュ!四駆郎）開始連載[31]
- 2021年《Let's & Go! Tsubasa: The Next Racers》
- 2021年《快樂快樂月刊》连载漫画《MINI 4 KING》，中文譯名《迷你四驅王》，作者：今田ユウキ×武井宏之

上述漫畫和動畫主角所使用的車款模型均成為動漫周邊產品，當中故事內的改裝技術更成為田宮開發迷你四驅產品的根源。
《衝鋒四驅郎》和《爆走兄弟Let's & Go!!》的故事世界觀設定中，均以一名成年迷你四驅開發工程師教育指導着五位少年迷你四驅車手，並由五位成員組成的車隊去挑戰不同規模的迷你四驅比賽為主題，這故事設定與日本經典《超級戰隊系列》中，隊伍由一名年長的前輩帶領各自代表五種不同顏色的青年為登場角色相類似。
《衝鋒四驅郎》主角四驅郎和《爆走兄弟Let's & Go!!》的主角星馬豪均不約而同於故事內以「迷你四驅不是玩具！」為口頭禪，而同樣兩套漫畫故事均沒有明確交代結局，二十年後兩套漫畫分別有續作連載。

### 角色扮演
多個迷你四驅漫畫和動畫故事中出現的登場角色，其原型來自現實中的田宮模型迷你四驅開發部工程師——土屋博嗣和前田靖幸。
本於在漫畫和動畫內的虛構角色「迷你四驅戰士」（英語：MINI 4WD fighter），現實中更分別由多位田宮模型的職員角色扮演(Cosplay)，負責為迷你四驅比賽參賽者進行改裝指導及比賽評判。

### 电子游戏
迷你四驱问世以来，電子遊戲發行商在各平台陆续发布多个迷你四驱车相关的的電子遊戲。
迷你四驱电子游戏列表
| 游戏名称                              | 日文原名                                        | 平台          | 发售 时间  | 简介 |
| ------------------------------------- | ----------------------------------------------- | ------------- | ---------- | --- |
| Mini 4WD: Shining Scorpion            | ミニ四駆 シャイニングスコーピオン レッツ&ゴー!! | SFC           | 1996       | 基于四驱兄弟动画改编，结合RPG元素，可组装、改装和赛道对战。                                                   |
| 爆走兄弟Let's & Go!!                  | 爆走兄弟レッツ&ゴー!!                           | GB            | 1997       | GB平台首款作品，含基础改装与赛道比赛。                                                                        |
| 爆走兄弟Let's & Go!! WGP Hyper Heat   | 爆走兄弟レッツ&ゴー!! WGPハイパーヒート         | GB            | 1997       | 加入WGP剧情，加入更多角色与改装零件。                                                                         |
| 爆走兄弟Let's & Go!! Power WGP2       | 爆走兄弟レッツ&ゴー!! パワーWGP2                | GBC           | 1998       | GBC画面强化版，角色、剧情、改装系统更丰富。                                                                   |
| 爆走兄弟Let’s & Go!! 永恒之翼         | 爆走兄弟レッツ&ゴー!! エターナルウイングス      | PS1           | 1997-12-11 | PS平台首作，动画“MAX”篇的改编作品。3D画面，可以自定义赛车，包含故事模式和自由比赛。                           |
| 爆走兄弟Let's & Go!! WGP Hyper Heat   | 爆走兄弟レッツ&ゴー!! WGPハイパーヒート         | PS1           | 1998-03-26 | PS平台第二作，画面优化，系统更完整，赛事更丰富。这是 Eternal Wings 的续作，剧情部分延续动画后期的世界赛内容。 |
| 爆走兄弟Let's & Go!! MAX              | 爆走兄弟レッツ&ゴー!!MAX                        | GBA           | 2001       | 动画MAX篇改编，加入新角色与剧情，玩法成熟。                                                                   |
| Mini 4WD DS                           | ミニ四駆 DS                                     | NDS           | 2007       | 四驱兄弟NDS平台作品，画风接近原作动画。                                                                       |
| Mini 4WD Hyper Dash Grand Prix        | ミニ四駆 超速グランプリ                         | iOS / Android | 2020       | TAMIYA 官方授权，赛道拟真，强调零件搭配，偏养成类的3D四驱车手游，日本限定。                                   |
| Mini 4WD Online                       | ミニ四駆オンライン                              | PC（已停服）  | 2009       | 网络四驱车对战游戏，强调组装与PvP对战，社交+组装玩法，曾有庞大玩家群。                                        |
| Mini 4WD BEYOND THE HORIZON（开发中） | ミニ四駆 BEYOND THE HORIZON                     | iOS / Android | 未上市     | TAMIYA预告新手游，主打AR体验与全球对战。                                                                      |

### 跨媒體
除了漫畫和動畫外，《爆走兄弟Let's & Go!!》動畫版主題歌邀請JAM Project成員影山浩宣等許多歌手獻唱。
1997年，爆走兄弟動畫電影劇場版《爆走兄弟Let's & Go!!WGP 暴走迷你四驅大追蹤!》更於大銀幕上映。其他媒體包括書籍、動畫主題曲CD、錄影帶、DVD、收集卡、貼紙、文具等。

### 流行文化
田宮模型透過虛構的漫畫和動畫故事發展及世界觀——不斷與新對手競賽而獲得的成長歷程、不同角色間的友誼、新賽車開發、零件應用及改裝技術教學等，以及現實中的迷你四驅工程師和「迷你四驅戰士」等角色模型，向兒童及青少年進行置入性行銷以及跨媒體推廣，其協同效應成功拓展了迷你四驅模型的市場與賽車運動，並衍生出其獨特的流行文化。

### 產品線開發
田宮模型除了將舊有的產品重新改良及重新定位以延長產品生命週期，於迷你四驅首發後40多年仍不斷研製及開發多元化的產品系列，並持續改進和創新，以滿足愛好者的需求和期望： 
- 2000年發售以日本都市軌道運輸系統中的「子彈列車」為設計籃本的「DANGUN TAMIYA」迷你子彈列車系列[35]
- 2001年發售使用無線遙控電源啓動(但不包含轉向系統、懸吊系統、電子變速器)的TR-1底盤R/C Chassis迷你四驅系列[36]
- 2005年11月發售全新中配置電動機設計的底盤MS Chassis「迷你四驅 PRO」系列[37][38]
- 2012年為紀念產品30週年，發售全新以空氣動力學設計開發的REV系列[39]
- 2015年，田宮模型與香港田宮模型代理商「偉高模型」推出紀念版「92316 香港偉高黑色限定版 SPIN-VIPER 疾速蝮蛇 」
- 2017年為紀念產品35週年，開發全新前置電動機底盤FM-A Chassis (Front Midship Aero) [40]
- 2018年，田宮模型與香港田宮模型代理商「偉高模型」，聯手開發香港的士為設計籃本的迷你四驅「92402 Hong Kong Racing Taxi(FM-A Chassis)」，並首次附帶繁體中文說明書，這次是田宮模型自1946年成立以來，首次為日本以外地區推出的模型產品
- 2019年，以菲律宾公共交通吉普尼為設計籃本的迷你四驅「18717 Dyipne Jeepney (FM-A Chassis)」作為2019亞洲盃限定商品推出。
- 2021年，Laser Mini4WD系列開售[41]，前置加上的擾流板(Spoiler)或稱空氣導流器(Air Dam)組件，後置加上會接觸地面並憑減慢速度來防止車輛飛離賽道的「後制動器」組件

### 市場營銷策略
除了動漫畫故事推動的置入性行銷，田宮模型不定期把新推出的迷你四驅及改裝零件產品以 「特別版」或限量形式銷售，在經濟學需求定律下，此飢餓營銷策略無疑刺激消費意欲，造成愛好者對迷你四驅產品的搶購熱潮。特別版改裝零件產品與一般版本差異在於外觀顏色，此策略提升產品的邊際利潤。

### 競爭者
田宮模型迷你四驅的在商業上取得成功，引起其他的模型生產商爭相仿傚並自行設計類似產品。
競爭者包括:
- 日本的Kyosho（京商）生產的Bakuseed Mini-Z conversion chassis、Tokyo Marui（英语：Tokyo Marui）（東京マルイ）、Okami；

- 日本萬代2001年，生產以動畫《激鬥戰車》為題衍生出來的實體模型和周邊零件產品；WGP BAKUSEED爆火迷你四驅車；2016年，推出ゲキドライヴ(Bandai Geki Drive)[43][44]及おおばあつし漫畫《激レーサー走太郎!!》。

- 韓國的Academy Plastic Model（英语：Academy Plastic Model） Co.（아카데미플라스틱모델주식회사（朝鲜语：아카데미과학））(譯名：愛得美)

- 中國大陸的AA牌、奧迪牌（AULDEY）、雙人牌等，而奧迪更仿傚田宮模型的商業模式，推出動畫《戰龍四驅》，《雷速登闪电冲线》以及相關模型車、零件產品、比賽[45]。

### 代工生產商
迷你四驅是由大約二十件零件所組成，而並非所有零件均由田宮模型去研發，有少部分零部件如軸承、130型摩打、電池及充電器都需要代工生產。例如各型號130型摩打分別由日本萬寶至(Mabuchi)、台灣正鶴工業(SMC)、香港德昌電機(Johnson Electric)代工生產。

### 副廠零件生產商
副廠零件生產商未經田宮模型原廠的知識產權認證，而副廠零件生產商很多，激烈的行業競爭及價格戰促使了零件或配件的質量層差不齊。
另外，副廠品牌的生產軌道質素參差，軌道規格亦可能不符合田宮迷你四驅標準，導致迷你四驅不能放在軌上。

### 創客文化
2014年，日本創客社群FabCafe Tokyo舉辦的迷你四驅大賽「FAB RACERS」及「Fab four wheel drive mini cup」(「Fabミニ四駆大会」)，不只是組裝迷你四驅，Fab4WD是指車身與車殼都要使用電腦輔助設計(CAD)軟件來繪畫設計，比賽設立了「3D列印組」而帶動了3D列印迷你四驅的創作風潮。
2015年，台灣創客社群FabCafe Taipei 舉辦「Maker Faire Taipei 2015」，承接FabCafe的3D列印迷你四驅比賽。
2018年，由香港理工大學設計學院舉辦「Maker Faire HK 2018 x 造大世界」，內容包括迷你四驅創作比賽。

## 各地發展
現時世國各地不同迷你四驅俱樂部、車會、社群、機構均舉辦不同規模的迷你四驅比賽，而迷你四驅及相關改裝零件產品亦促使起世界各地愛好者對改裝技巧的研究和交流，亦廣泛應在STEM教育，科普及科學教育中。

### 中国
由於臨近香港，廣東的不少地區在1990年代能夠收看到香港電視台。當時正於香港無綫電視熱播的動畫《四驅小子》引發大陸尤其是廣東的四驅車熱潮，這股熱潮席捲全國。奧迪公司（AULDEY）看到四驅車龐大的市場，最初通過模仿抄襲田宮原裝產品而進入市場，此後奧迪玩具通過自主研發了多款四驅車產品。由於奧迪產品價格較田宮模型進口產品低，漸漸奧迪四驅車就佔據了國內大部分市場。其中約於1996年開始，奧迪公司憑著一系列成功的宣傳在青少年中間成功建立起品牌形象。隨後幾年里，《四驅兄弟》的動畫片開始播出，更將迷你四驅車在內地的熱度推上了一個高潮。奧迪在四驅車上取得商業成功，開始向多元化發展，並成功建立起的動漫品牌奧飛動漫所生產的多部動畫片，均模仿日本動畫。而其中的《雷速登閃電衝線》 ，更是被諸多觀眾認為其模仿《四驅兄弟》。
2009年，豐台少年宮教育活動處在「十項技能大賽」中新增設了「四驅車」比賽項目，車模比賽吸引了眾多中小學生參與。
2012年起，每年均舉行全国迷你四驱车大賽《廣州杯》，吸引來自中國各地，香港及澳門的參賽者。首屆廣州杯淘汰賽由香港車手Martin Lau奪得冠軍, Jun Poon （页面存档备份，存于）奪得季軍, 而計時賽冠軍則由Eddie Leung奪得。
2013年，上海與香港聯辦 《發利隆杯》迷你四驅車大獎賽暨「日本盃」大陸地區預選賽，在大陸地區嚴格選拔三名選手赴日本參加「日本盃」迷你四驅車大賽。同年，第二屆《最大虧模超級杯super cup2 》於廣州市舉行，第一屆《尋找回憶杯迷你四驅車挑戰賽》於深圳舉行。
2014年，上海迷你四驅回顧車展於上海群眾藝術館舉行。同年11月，由田宮模型於日本靜岡市所舉行的迷你四驅車世界賽 Tamiya Mini4WD World Challenge 2014，由中國代表王家榮奪得冠軍。
2016年4月23-24日，由上海偉高模型主辦「田宮迷你四驅車亞洲暨世界賽2016上海選拔賽」於上海虹橋南豐城舉行，2天共200名中國選手參加是次比賽。
2018年，《黃金聯賽》總共舉辦了29場分站賽。
2019年，《伟高田宫迷你四驱车全国锦标赛CHINA CUP》舉行於深圳、廣州舉行。
2023年，《伟高田宫 迷你四驱车全国锦标赛》於上海、惠州、成都舉行。
2024年，《發利隆迷你四驅車比賽｜深圳站 2024》舉行。

### 香港
迷你四驅在香港一般粵語被俗稱為「四驅車」、「雙星四驅車」，藉着電視動畫《四驅小子》於1991年3月及 《四驅兄弟》於1997年3月播映，1990年代香港曾兩次掀起「四驅車熱潮」－免費電視台無綫電視和亞洲電視 、日資百貨公司如八佰伴，吉之島和崇光、漫畫出版社如正文社 、模型商 、商場、青少年社區中心均舉辦不同規模的比賽，是當時香港的流行文化之一。 
1991年，無綫綜藝節目《歡樂今宵》舉辦全港性四驅車比賽，吸引過千參賽者於電視廣播城外排隊報名；亞視青春劇《四驅橋聖》首集加入1:32模型迷你四驅與1:1汽車鬥智比賽的情節，同屆亞洲小姐競選加入由參選者選出最美四驅車外觀評審環節。同年12月27-28日，迷你四驅車世界賽選手選拔於樂富廣場舉行，首次使用木制五軌賽道。
1992年，香港電影《痴情快婿》的電影橋段中，主角以迷你四驅與敵人鬥智的情節；致敬1982年《最佳拍档》的電影橋段中，主角以遙控車與敵人鬥智的情節。
1996年，香港上市公司德昌電機控股有限公司（Johnson Electric Holdings Limited）代工生產「15159 JET DASH」馬達， 該130型直流馬達是自今是唯一一款日本田宮模型採用香港公司代工生產的馬達。在性能上，該馬達亦是所有迷你四驅馬達型號中，最大扭矩（22g-cm）。
1997年，漫畫雜誌《CO-CO!》於2月創刊，連載漫畫《爆走兄弟Let's & Go!!》，刊登改裝教學和新產品資訊，並定期與模型代理商「發利隆」合辦及推廣全港性迷你四驅比賽。
1998年的夏季賽在灣仔會展進行五軌大型比賽，最終的年度大賽的勝出者更代表香港參加「日本盃」冬季賽。
2006年，由部份高登討論區會員發起，香港迷你四驅協會（Hong Kong Mini 4WD Association）於10月成立，按香港法例《社團條例》註冊為政府合法團體，為香港迷你四驅愛好者提供一個交流及推廣的渠道。
2007年，「EMPRESS SPEEDWAY」俱樂部於2月開始運作，為迷你四驅車愛好者提供交流平台。
2013年10月，香港田宮模型代理商之一的「偉高模型」與 Mikiki商場主辨，香港迷你四驅協會及EMPRESS SPEEDWAY協辦的「田宮迷你四驅車王爭霸戰2013」舉行，作為迷你四驅全國大賽「日本盃」2013香港區選拔賽，冠軍更代表香港參與日本於11月的日本杯比賽。
2014年，在沒有任何漫畫動畫的推動下，經過主流傳媒報導(蘋果日報、星島日報、頭條日報、明報、東方日報、壹週刊、香港電台、商業電台、Milk潮流雜誌、東Touch潮流雜誌、100毛、FACE周刊、新Monday、CO-CO!、U_magazine、MENCLUB等)及其他玩家回憶分享後，多個不同迷你四驅車場陸續於香港各區開始成立運作供愛好者交流；而多個有關改裝，零件買賣，集體回憶的迷你四驅興趣群組亦於社交網站Facebook內成立，吸引一大批70後80後重拾四驅車，這個回歸的動作一般稱之為「回坑」。
2014年11月，由田宮模型於日本靜岡市所舉行的迷你四驅車世界賽 Tamiya Mini4WD World Challenge 2014，香港隊兩名成員打入決賽, 並由Jun Poon奪得季軍及Yip Tam奪得殿軍。其後，Chocoolaape X TAMIYA 四驅車比賽 2014 時裝界巨頭 I.T. 旗下品牌 Chocoolate、AAPE BY A BATHING APE® 與 Waigo Hobby 偉高模型 及 旗下品牌 田宮模型TAMIYA 於銅鑼灣怡東廣場舉辦迷你四驅車比賽，被譽為第三次迷你四驅車熱潮在香港爆發。
2015年，1月無綫電視資訊節目《星期日檔案》以「童趣。拾遺」為題報導香港迷你四驅界近況。5月，「香港迷你四驅車聯業協會」成立，並舉行及推廣迷你四驅車活動。11月， 香港電影《哪一天我們會飛》因為劇情有關香港九十年代中學校園開放日活動，影片中有兩幕有關中學生進行四驅車比賽的情景，反映四驅車是當時中學生的流行文化。
2016年3月，首部香港演員主演的四驅車微電影於Youtube發佈。
同年6月18-19日，由偉高模型主辦的田宮迷你四驅車亞洲挑戰賽 2016 - 香港選拔賽Tamiya Mini 4WD Asia Challenge 2016 Hong Kong Finals又稱第二屆亞洲賽，於愉景新城舉行。多個亞洲國家新加坡﹑韓國﹑印尼等亦有參與。最後由香港隊隊員Cheng Hon Ting奪得冠軍，並於2016年11月出戰世界賽。
2017年，香港電視娛樂ViuTV劇集《午夜伴廊》第9集是關於迷你四驅夢想的情節。
2018年5月，田宮模型與偉高模型聯手推出一款對於香港有著代表性文化的「香港的士」迷你四驅產品-Hong Kong Racing Taxi (92402) ，即使是包裝盒，都畫有獅子山及繁忙的夜間公路，充滿香港特色，並附帶繁中說明書，這次合作是田宮模型自1946年成立以來，首次為日本以外地區推出的模型產品。
2021年，香港電影《狂舞派3》因為劇情有關理想情節，劇中角色佳仔(劉皓嵐演)是一位迷你四驅愛好者。
2024年6月，香港電視娛樂ViuTV節目《今天只做一「健」事》訪問香港迷你四驅賽車賽事參與者。

#### STEAM教育
為培養學生解決問題以及提升學習動機，香港部份教育機構以迷你四驅作為其中一個載體或媒介，向全港學生推廣STEAM教育，當中包括由科學工程為主的競速賽、接力賽、解難、到藝術美學為主的車身設計及攝影等多個不同類型的比賽。
2015年7月，為配合香港創意科技教育推廣及創客教育，由喇沙小學主辦及統籌「全港學界迷你四驅車大賽2015」，目的是參加者可透過比賽，將創意、設計、科技知識等元素有機會發揮。除了學校外，謝瑞麟基金和數間機構因應今次的教學模式予以支持，包括機械人奧委會協助制定比賽規則、偉高模型人員按日本田宮比賽要求協助驗車，務求讓比賽更公平和公正。
2016年，香港迷你四驅頻道於社交網絡Facebook及Youtube建立，推廣以迷你四驅為引指的STEM教育及舉辦各種工作坊。
2月，「全港學界迷你四驅車大賽2016 － 亞洲盃選拔賽預賽」舉行。
2017年，iSTEM教育協會主辦之「全港學界迷你四驅車大賽2017」舉行。
香港學生參與日本交流活動「四驅小子創科闖東瀛 2017」，同學們五天的活動就是透過比賽、參觀、工作及講座等活動，以體驗日本人的生活文化：重視創科技術、紀律、有禮、自理能力等優點，並把日本優秀的一面帶回香港及承傳開去。
2018年8月，iSTEM Ed Association、香港迷你四驅頻道主辦，香港理工大學設計學院 Maker Faire Hong Kong恊辦的「全港學界迷你四驅車大賽2018」舉行，比賽中學生需要觀察、分析、解決難題，從而訓練專注力及問題處理能力。同年夏季舉辦「四驅小子 x STEM」生活夏令營 2018。
2019年，《全港學界迷你四驅車大賽2019 暨田宮亞洲青少年選拔賽》讓學生有機會踏上國際舞台，與其他亞洲國家的代表交流體驗。
2023年，《全港學界x青少年迷你四驅車大賽2024》由「B-MAX GP香港委員會」舉辦。

#### 特殊學習需要（SEN）的教育與輔導
香港天主教南華中學融合教育組主任以四驅車作為課後活動，令一群專注力不足或過度活躍症（ADHD）的同學找回專注力和自信心。 

### 澳門
1990年代，澳門青少年普遍集中在白鴿巢、鴨涌河、噴水池等地方進行野外比賽交流。
2010年，由部分QOOS討論區會員發起，澳門迷你四驅競速團（MMRT）MMRT （页面存档备份，存于）於5月成立，為非牟利機構及康樂團體，旨為集合一班喜愛迷你四驅車模型的澳門人一同推廣迷你四驅車模型及組織相關的活動，以聯繫澳門及國際的迷你四驅車團體，通過舉辦交流活動，提昇彼此對迷你四驅車模型組裝及設計的技巧，從而促進澳門迷你四驅車相關活動在澳門的發展。
2012年，澳門電視台於節目《尋藏記》訪問當地迷你四驅愛好者。
2014年，第二屆全澳迷你四驅車大賽--MMRT Summer Cup 2014於澳門威尼斯人會議展覽中心舉行
。

### 臺灣
迷你四驅在台灣一般被俗稱為「軌道車」，在爆走兄弟熱映時掀起過一陣四驅車風潮，坊間分為原廠車與改裝車兩種派別，原廠車大多以使用田宮零件為主，也有少量的台製副廠零件；改裝車一般不加上車殼僅以底盤搭載電池、馬達和必要零件來達到輕量化，加上台灣坊間流行手工纏繞馬達來獲得比制式馬達更強的馬力，資深玩家也研究出術語如「金字塔」、「梅花」等纏繞漆包線的手法，或將前面二輪取消，另外將一輪裝設在前方，形成結構為「三輪」車。大部分書局與四驅車零件專賣店均舉行不同規模的比賽，店內也常自備軌道供玩家練習。
2008年台灣教育部 生活科技教育課程中，為了培養學生解決問題以及提升學習動機，在「問題本位學習」部份引入迷你四驅車作為教學課題。
2014年，南高雄最大四驅車專業店開幕(高雄漢謚)
2015年，決戰高雄ICCK國際邀請賽 ミニ四駆大会
2016年，高雄全田宮四驅車最終戰 ミニ四駆大会
2017年，KHH南部聯合邀請賽
2023年，成立台灣迷你四驅車聯盟，定期舉辦聯盟賽並對接國際賽
2025年，田宮於台灣舉辦亞洲盃挑戰賽，勝者將可以前往日本參加世界挑戰賽

## 外部連結
- （日語）ミニ四駆・トップページ （页面存档备份，存于）
- （英文）Mini 4WD Wiki （页面存档备份，存于）